# 브램턴 비스트
| 브램턴 비스트 |                             |
| 콘퍼런스      | 동부 콘퍼런스               |
| 디비전        | 노스 디비전                 |
| 설립연도      | 2013년 2014년(ECHL 가입)    |
| 해체연도      |                             |
| 역사          | 브램턴 비스트 (2013년~현재) |
| 경기장        | 파워에이드 센터             |
| 연고지        | 온타리오주 브램턴           |
| 상징색        | 검정, 은, 빨강, 하양        |
| 구단주        | 조지 로센                   |
| 단장          | 케리 카플란                 |
| 감독          | 콜린 초크                   |
| NHL 제휴      | 카나디앵 드 몽레알          |
| AHL 제휴      | 라발 로키                   |
| 정규시즌 우승 | -                           |
| 콘퍼런스 우승 | -                           |
| 디비전 우승   | -                           |
| 켈리 컵       | -                           |
| 영구 결번     | 7                           |

브램턴 비스트(Brampton Beast)는 캐나다 온타리오주 브램턴을 연고지로 하는 ECHL의 동부 콘퍼런스 노스 디비전 소속 아이스 하키팀이다. 2013년부터 2014년까지 CHL에 참가하였다가, 2014~2015시즌부터 ECHL로 옮겼으면, ECHL에 유일한 캐나다 도시를 연고하는 팀이다.

## 역대 홈경기장
| 브램턴 비스트   |             |          |                   |      |
| 경기장          | 사용기간    | 수용인원 | 장소              | 비고 |
| 파워에이드 센터 | 2013년~현재 | 5,000명  | 온타리오주 브램턴 | 빈칸 |